# Septoria
Septoria Sacc., 1884 è un genere di funghi ascomiceti della famiglia Mycosphaerellaceae. Comprende circa 1070 specie. Molte specie sono parassite di piante, su cui causano macchie clorotiche fogliari. 

## Specie principali
- Septoria apiicola
- Septoria aciculosa
- Septoria ampelina
- Septoria bataticola
- Septoria campanulae
- Septoria cannabis
- Septoria caryae
- Septoria citri
- Septoria cucurbitacearum
- Septoria cytisi
- Septoria darrowii
- Septoria dianthi
- Septoria fragariae
- Septoria glycines
- Septoria helianthi
- Septoria humuli
- Septoria hydrangeae
- Septoria lactucae
- Septoria lycopersici
- Septoria menthae
- Septoria ostryae
- Septoria petroselini
- Septoria pisi
- Septoria pistaciae
- Septoria platanifolia
- Septoria rhododendri
- Septoria selenophomoides
- Septoria tritici